# Гордіюк Іван
Іван Гордіюк (*15 грудня 1899, с. Лищинці, Берестейського повіту  — †14 квітня 1972, США) — хорунжий піхоти Армії УНР.

## Життєпис
Народився 15 грудня 1899 року у селі с. Лищинці, Берестейського повіту. Учасник перших визвольних змагань 1918-1920 років в лавах Армії УНР, в чині хорунжого. У міжвоєнний період закінчив чеську Політехніку у місті Брно, як інженер будівельник. Від 1930 до 1945 працював конструктором і інспектором будови шляхів у Чехословаччині. По еміграції до США працював конструктором у департаменті публічних робіт морського відділу в Нью Йорку. Був членом Товариства Українських Інженерів, Українського Народного Союзу, Українського Конгресового Комітету та Товариства Самопоміч. Меценат численних українських видань. Нагороджений Хрестом Симона Петлюри №2991
Помер 14 квітня 1972 року, та похований на українському цвинтарі Св. Андрія в Баунд Брук, Нью Джерсі.